# Fiat 500 (1915)
La Fiat 500 fu un prototipo costruito dalla casa automobilistica italiana FIAT nel 1915.

## La vettura
Nel 1912, con il modello Zero, la Fiat entrò nel mondo della produzione in serie. Tuttavia il prezzo della vettura (8.000 lire) la rese inaccessibile ai ceti medio-bassi della società, e i vertici sentirono l'esigenza di progettare un modello che avrebbe garantito alla casa torinese una diffusione di massa, come ad esempio stava avvenendo oltreoceano alla Ford grazie alla Model T. 
Fu così che nel 1915 negli stabilimenti di Corso Dante venne ideata e costruita una piccola torpedo due posti che venne chiamata "500". Il nome probabilmente derivava dalla cilindrata da 500 cm³ del motore, un quattro cilindri in grado di sviluppare una potenza di 10 CV e che garantiva una velocità massima di 65 km/h.
La prima guerra mondiale stroncò la produzione della piccola vettura. Venne nuovamente presentata al termine del conflitto nel 1919, passando però inosservata. Ciò fu probabilmente dovuto alla vasta diffusione degli autocicli in quegli anni, che offrivano una valida alternativa molto più economica rispetto a una vera e propria automobile, che all'epoca veniva vista in Europa, e in particolare  in Italia, come un bene di lusso. Fu così che il progetto venne abbandonato e della Fiat 500 venne costruito un solo prototipo.
Nei primi anni '30 il nome e il concetto di questa vettura sarebbero stati ripresi per dare vita alla celebre 500 "Topolino", piccola autovettura destinata al popolo voluta da Benito Mussolini.